# 珲春河
珲春河位于中华人民共和国吉林省东部延边朝鲜族自治州境内，是图们江左岸支流，河名源自满语（满文：ᡥᡠᠨᠴᡠᠨ，转写：huncun），20世纪初，在珲春河采金的人以插红旗的方式划定河段，作为自己的采金范围，珲春河边到处飘扬着红旗，所以珲春河又称红旗河。

## 干流概况
珲春河上游也称土门子河或杜荒子河，发源于延边州汪清县东南盘岭山脉秃头岭北侧，蜿蜒东北流至汪清县复兴镇杜荒子村后转东流进入珲春市境内，过太阳川转东南流至春化镇左纳兰家趟子河后转西南流，经杨泡满族乡、哈达门乡、珲春市区、三家子满族乡等，最后于珲春市板石镇河口屯以南汇入图们江。河长198千米，流域面积3963平方千米，河道平均比降2.1‰。年均径流量14.53亿立方米。密江流域植被良好，河流大部分处在山脚下，河道稳定，河水清澈见底，无污染，属I类水质。

## 流域概况
珲春河上中游处在山区，河道坡降大，汇入支流多。上游流域地区是濒临灭绝的东北虎和远东豹的栖息地。珲春东北虎国家级自然保护区就设在珲春河流域内。干流在哈达门乡以下进入珲春盆地，地势平坦开阔，河床增宽，河道多分汊并形成沙洲、滩地和泡沼。
约从20世纪20年代开始，当地朝鲜族农民开始引河水种植水稻。30年代中期由日本开拓团在珲春河南岸大面积开发水田。中华人民共和国成立后，修建珲春灌区河北水利枢纽，水田随着灌区发展到河北，面积不断扩大。
珲春河流域自然环境保护良好，上中游尚存有原始森林植被。但河道变迁较大。由于珲春河富存沙金，采金船将二道沟河口以上基本翻遍，使原始河床和滩地发生较大改变。采金活动随着金矿资源的枯竭已于20世纪90年代末停止。
珲春河下游原可通航，20世纪20年代为鼎盛时期。1938年，日苏在图们江口附近发生了“张鼓峰事件”，日军失败后，为了保证其侧翼安全，防备苏联以符拉迪沃斯托克（海参崴）为基地从海上发起进攻，遂在防川以下堵江并封锁图们江口，断绝了图们江水上交通。从此，珲春河航运衰败，直至停航。